# Schleesen (Wüstung)

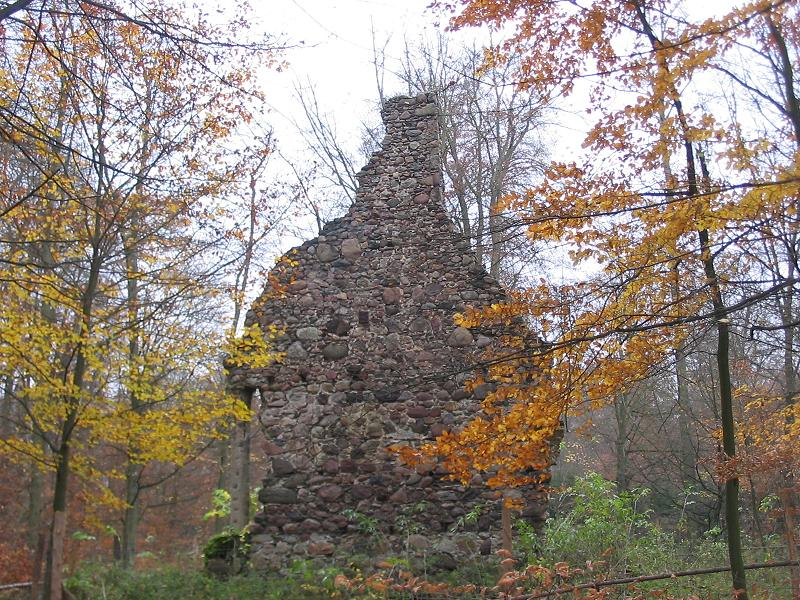
Ruine der Feldsteinkirche von Schleesen: Westgiebel

Die Wüstung Schleesen im Naturpark Fläming im Sachsen-Anhalter Landkreis Wittenberg ist bekannt durch die Ruine einer mittelalterlichen Feldsteinkirche. Die Wüstung steht in keiner Beziehung zum gleichnamigen Ort Schleesen im Landkreis Wittenberg südlich der Elbe. Die Wüstung ist unter der Erfassungsnummer 428300760 im örtlichen Denkmalverzeichnis als Bodendenkmal eingetragen.

## Lage
Die Wüstung beziehungsweise die noch vorhandenen Dorfreste liegen südlich der Grenze zu Brandenburg zwischen dem Wiesenburger Ortsteil Medewitz aus dem benachbarten Naturpark Hoher Fläming und dem Dorf Stackelitz aus der Verwaltungsgemeinschaft Coswig (Anhalt). Die ehemalige Siedlung befindet sich im Schnittpunkt der Landstraße 120 mit der Bahnstrecke Wiesenburg–Roßlau. Ein dichter Mischwald, der zu den schönsten Buchen- und Traubeneichenwäldern des Hohen Flämings zählt, umgibt das Gelände, das seit 1979 unter Denkmal- und Flächennaturschutz steht. Die im Wald wachsende alte Volksarznei-Pflanze Kleines Immergrün (vinca minor) soll auf den ehemaligen Dorffriedhof zurückgehen.

## Dorfgeschichte und Etymologie
Die erste bekannte urkundliche Erwähnung Schleesens stammt aus dem Jahr 1307 aus dem Lehnbuch des Askaniers Albrecht I. von Sachsen.  Unter der Federführung des Magdeburger Erzbischofs Wichmann von Seeburg hatte die Besiedlung des südwestlichen Flämings bereits in der ersten Hälfte des 12. Jahrhunderts eingesetzt, sodass sehr wahrscheinlich bereits in dieser Zeit deutsche oder flämische Siedler den slawischen Ort übernahmen. Der Bau der Kirche wird für die Zeit um 1130 angesetzt.

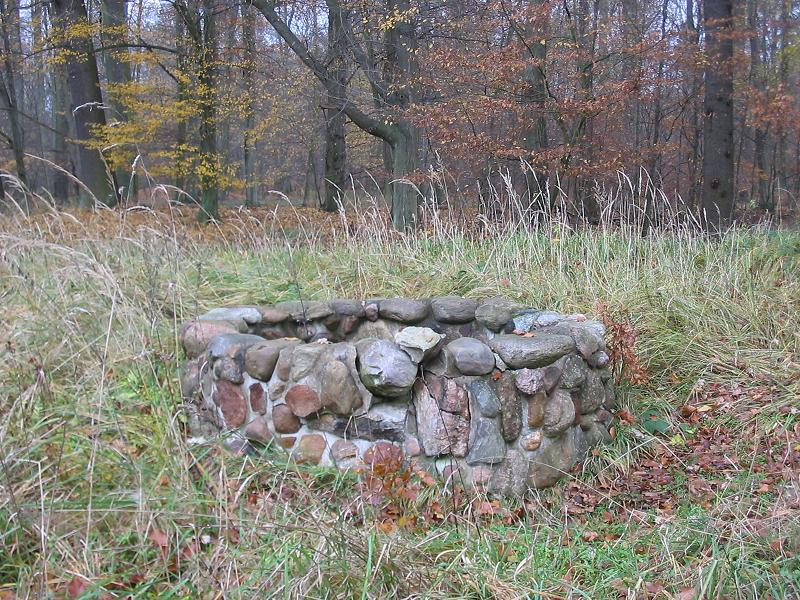
Brunnen

Möglich ist, dass es an gleicher Stelle zuvor eine slawische Siedlung gab, denn der im Lehnbuch verzeichnete Name Sylesen könnte einen slawischen Ursprung haben und so viel wie Eisen oder eisenhaltig bedeuten. Die letzte Nennung als intakte Siedlung erfolgte 1382. Bereits im 15. Jahrhundert bezeichnen  Lehnbriefe der von Walwitz den Ort als wüst. Die Informationstafeln vor Ort nennen Seuchen und Überfälle von Raubrittern als mögliche Ursachen für das Verlassen des Dorfes. Insgesamt weist der Fläming eine außerordentlich hohe Wüstungsdichte auf, so sind allein im Raum Bad Belzig rund 75 verlassene Orte verzeichnet.

## Dorfreste und Kirchenruine
Neben der Kirchenruine zeugen heute Mulden der ehemaligen Hauskeller, der neu eingefasste Brunnen und der – gelegentlich ausgetrocknete – ehemalige Dorfteich von der Siedlung Schleesen.
Die durch einen Zaun eingefasste und geschützte Kirchenruine besteht aus dem Westgiebel und dem Unterbau des Ostgiebels. Noch bis zum Jahr 1972 war der gesamte Ostgiebel vorhanden, er stürzte nach einem Sturm ein. Der Sturm hatte eine Buche entwurzelt und auf die Stangen geworfen, die die beiden Giebel verbanden und stabilisieren sollten.
Das unregelmäßige Mauerwerk zeigt wenig bearbeitete Findlinge, die mit ihren Rundungen und in unterschiedlichen Größen in die Lagen eingebracht sind, sodass in einer Lage neben einem großen teilweise drei kleine Steine gestapelt sind. Fensteröffnungen sind nicht mehr vorhanden. Ein Foto der 60er Jahre auf den Informationstafeln zeigt, dass der Ostgiebel gotische Spitzbogenfenster hatte. Die anhand der Restmauern ablesbare ursprüngliche Größe lässt auf einen einfachen Rechteckbau mit westlichem Giebelturm schließen, wobei der Giebelturm massiv aus Feldsteinen gemauert war.
Ca. 20 km nördlich befindet sich in der Gemeinde Görzke die Kirchenruine Dangelsdorf, die etwas besser erhalten ist und gelegentlich in der einschlägigen Literatur mit der Bezeichnung Typ Dangelsdorf zur vergleichenden Bestimmung und Datierung alter Steinkirchen herangezogen wird. Laut Engeser/Stehr sind beide Kirchen in ihrer Bauweise und Struktur sehr ähnlich, allerdings dürfte die Schleesener Kirche deutlich kleiner als der Dangelsdorfer Bau gewesen sein und hatte nicht deren ungewöhnliche, relativ lange und schmale Proportion.